# Bieriestianki (stacja kolejowa)
Bieriestianki (ros. Берестянки) – stacja kolejowa w miejscowości Bieriestianki, w rejonie sasowskim, w obwodzie riazańskim, w Rosji. Położona jest na linii Moskwa – Riazań – Samara.

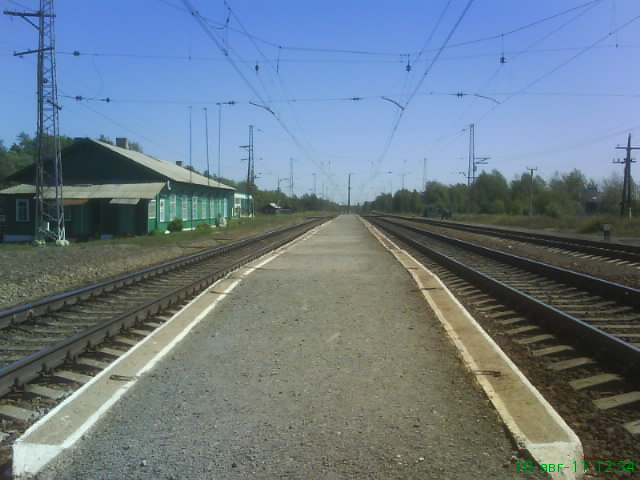
peron; widok w kierunku Samary.